# Народна сељачка странка
Народна сељачка странка (скраћено НСС) је политичка странка у Србији.

## Историјат
Народну сељачку странку основало је 1940. године крило тадашње Земљорадничке странке коју је предводио генерални секретар Драгољуб Јовановић који је, због својих идеја, често хапшен, осуђиван и затваран у Краљевини Југославији. Слична судбина га је задесила и после Другог светског рата када му је, због једног наступа у Скупштини Србије, најпре одузет мандат а потом уручена и судска пресуда од 9 година затвора. Одбијајући да од Јосипа Броза Тита тражи помиловање, што му је више пута предлагано, издржао је казну у целости, иако је његово осуђивање и робијање изазвало многобројна негодовања и интервенције страних државника, а највише Француске.
Много година касније, тачније јануара 1989. године, прву, од комуниста независну, организацију која се бавила проблемима села и сељака оснива група грађана на територији општине Инђија, односно у Новим Карловцима где јој, нешто касније, на оснивачкој скупштини, дарују име Савез сељака.
Оснивање Савеза сељака Србије
Овако је све почело
Дана 20. маја 1990. године у Новом Саду, у сали Пољопривредног факултета, управо Сремци, заједно са другим заинтересованим групацијама, удахњују и нови живот Народној сељачкој странци.
У општим националистичким хистеријама, које су већ биле у току или су у тој деценији експлодирале у свим бившим републикама Социјалистичке Федеративне Републике Југославије, ова странка постаје прва умерена новооснована политичка организација која је имала своје организационе делове у Републици Србији, Републици Хрватској, Босни и Херцеговини и Македонији.
Међу угледним оснивачима Народне сељачке странке били су и: глумац Љуба Тадић, књижевник Видосав Стевановић и Иван Ђурић.
Први председник Народне сељачке странке је био проф. др Драган Веселинов.
Већ на првим вишестраначким изборима, децембара 1990. године, Народна сељачка странка — НСС постаје парламентарна, самостално и у коалицијама.
Народна сељачка странка на изборима 1996. године, улази у Савезну скупштину као коалиција „Војводина“, што понавља и 2000. године. Такође, 1997. године, постаје парламентарна странка и у скупштини Србије, што јој полази за руком и на изборима 2000. године. Недуго после тога, односно 2002. године, нови председник Народне сељачке странке — НСС постаје Маријан Ристичевић који је, до тада, обављао функцију секретара странке.
НСС је у два сазива имала и посланике у скупштини Војводине. Такође, од 1991. године редовно осваја и одборничке мандате на локалним изборима. Најбољи резултат, по броју гласова самостално, НСС је постигла на државним изборима 1990. године око 130.000 гласова и 1997. године близу 80.000 гласова.
На последњим изборима, од двадесет две изборне листе, Народна сељачка странка је била десета и тренутно је ванпарламентарна странка са најбољим рејтингом.
У свом политичком животу, од оснивања до данас, НСС је имала сваке године низ конкретних акција и активности:
1989. године у организацији Савез сељака одржан је протест пред Савезном скупштином
1990. године НСС је прва извела блокаду путева у трећини Социјалистичке Федеративне Републике Југославије, деловима Републике Србије, Аутономној Покрајини Војводини, Славонији, Барањи...
августа 1990. године НСС је одржала „Митинг правде“ после којег је донет Закон о повраћају пољопривредног земљишта због одузимања до 1953. године.